# مرج مائي
المرج المائي (بالإنجليزية: water meadow أو watermeadow) هو مساحة من البستان تخضع للري المنظم لزيادة الإنتاجية الزراعية. وقد جرى استخدام المروج المائية بشكل أساسي في أوروبا من القرن السادس عشر إلى أوائل القرن العشرين. واختفت المروج المائية العاملة بشكل كبير الآن، غير أن أنماط الحقول والقنوات المائية للمروج المائية المهجورة لا تزال شائعة في المناطق التي تم استخدامها فيها، مثل شمال إيطاليا وسويسرا وإنجلترا. وعادة ما تكون المروج المائية المهجورة ذات أهمية مثل موائل الحياة البرية ذات الأراضي الرطبة.
ولا ينبغي الخلط بين المروج المائية ومروج الفيضانات، والتي تُغطى بشكل طبيعي في المياه الضحلة بسبب الفيضانات الموسمية النابعة من الأنهار. وفي بعض الأحيان، يُستخدم «المرج المائي» بشكل أكثر اتساعًا ليعني أي بستان «مرعى» مستوٍ بجانب أحد الأنهار.

## أنواع المروج المائية
تم استخدام نوعين رئيسيين من المروج المائية.

### المرج المائي ذو المجرى الانحداري
جرى استخدام هذا النوع للحقول الموجودة على منحدرات، وتطلب مهارة هندسية بسيطة نسبيًا لإنشائه. وكان يتم تغذية المياه من مجرى أو ينبوع لتنساب إلى أعلى حقل منحدر، كما تم تشكيل مدرجات منحدرة بمستويات بسيطة على امتداد المنحدر حيث يمكن للمياه أن تسيل بطريقة رقيقة أسفل الحقل. ويمكن استخدام المياه مرة ثانية في الحقول الموجودة أسفل المنحدر.

### المرج المائي ذو المجرى المسطح

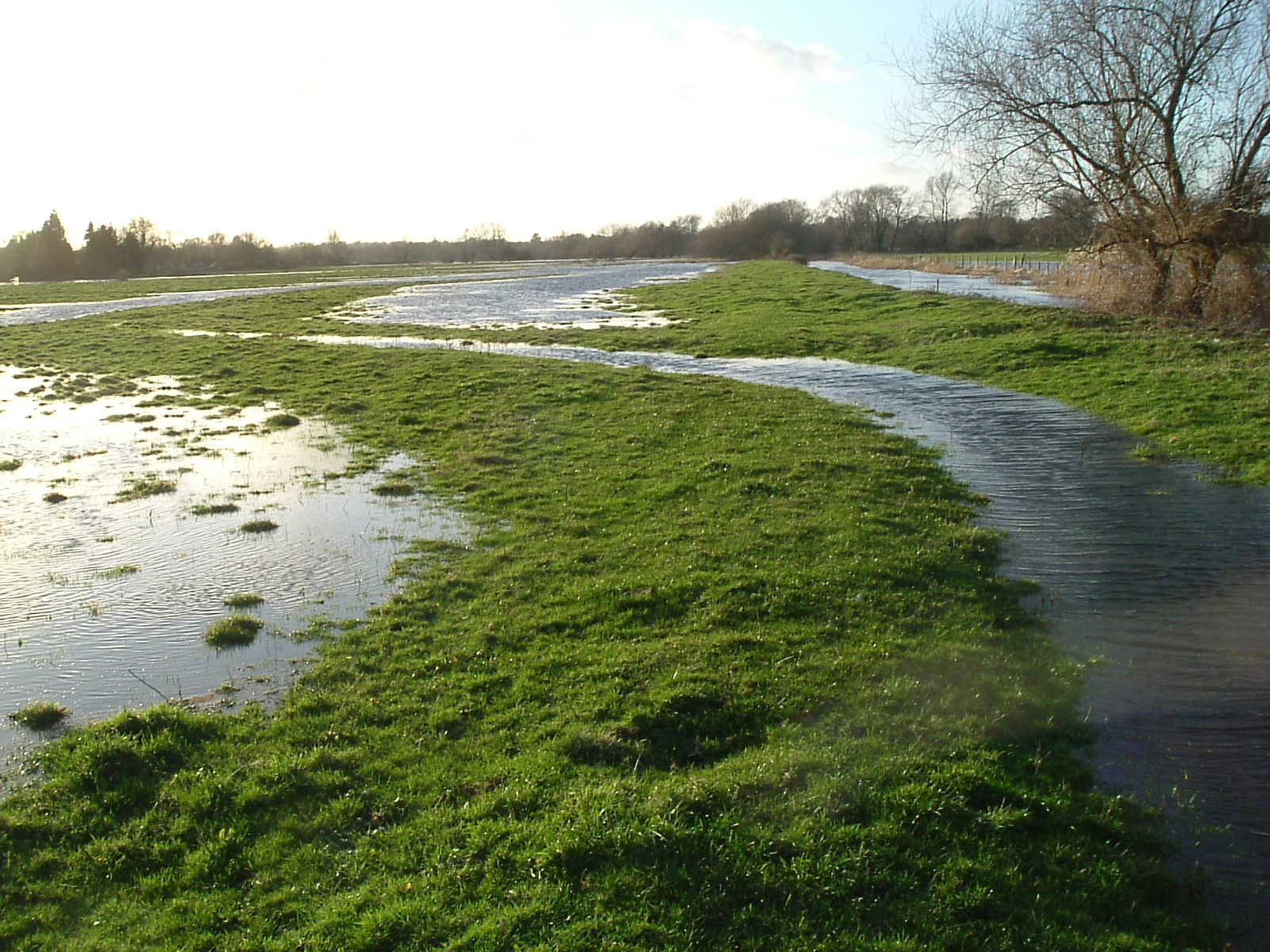
مرج مائي ذو مجرى مسطح مغمور بمياه الفيضانات في فوردينبريدج، هامبشاير، إنجلترا. فقد ملأت الفيضانات في فصل الشتاء قناة قديمة على طول سلسلة من التلال (تمتد من طليعة المنطقة إلى متوسطها)، وأغرقت أيضًا قنوات الصرف الصحي (على اليسار وإلى مسافة التقائها بالنهر). وعندما تكون قيد الاستخدام، فإن المياه تتسرب من القناة على اليمين لتمر عبر العشب في الطليعة لتصل إلى قناة الصرف الصحي الموجودة على اليسار، والتي تكون فارغة تقريبًا. وقد شيدت المروج المائية

ذات المجرى المسطح أو العائمة على حقول مستوية تقريبًا على طول وديان الأنهار الواسعة وتطلبت بناءً دقيقًا لضمان التشغيل الصحيح.
وتم استخدام جدول صغير، يُسمى ناقل رئيسي أو ناقل علوي، لتحويل المياه وحملها إلى أسفل الوادي في منحدر أقل تدرجًا من النهر، الأمر الذي يؤدي إلى تشكيل رأسًا هيدروستاتيكية بين الاثنين. وعادة ما كان يتم استخدام الناقل الرئيسي على امتداد حافة الوادي، وكل ناقل رئيسي يزود ما يصل إلى 1 كـم (0.6 ميل) من الوادي. وتم استخدام المياه الصادرة عن الناقل الرئيسي لتغذية الكثير من الناقلات الأصغر حجمًا عل قمم التلال المشيدة عبر الحقول. والقناة الموجودة أعلى التلال تتدفق ببطء إلى أسفل جانبي (المنطقتان الجانبيتان) التلال، وتتدفق القناة في نهاية المطاف في منحدر التلال. عندئذٍ يتم تجميع الماء المتقطر بين التلال في المصارف أو المجاري، التي تتجمع لتشكل ناقلاً سفليًا أو مصرفًا خلفيًا يعيد المياه إلى النهر. وتشكل التلال والمصارف شبكة متشابكة (مثل الأصابع المتداخلة)، غير أن القنوات الموجودة أعلى سلسلة التلال والمصارف لا تتصل ببعضها مباشرة. والناقل الجانبي يأخذ أي مياه غير مطلوبة للري مباشرة من الناقل الرئيسي ليعيدها إلى النهر. وتختلف سلاسل التلال في الارتفاع، وذلك حسب الرأس المتاحة - عادة من حوالي 10 إلى 50 سـم (4 إلى 20 بوصة). وكان نمط الناقلات والمصارف متناسقًا عادة، ولكن تم تعديله ليتناسب مع التضاريس الطبيعية للأرض ومواقع الأماكن المناسبة لأخذ المياه وإعادتها.
وكان يتم التحكم في تدفق المياه من خلال نظام بويبات (سدود ذات بوابة) وسدود (سدود خشبية). ويمكن إتاحة عملية الري بشكل منفصل لكل قسم من أقسام المرج المائي. وفي بعض الأحيان، كانت القناطر تأخذ الناقلات فوق المصارف، في حين أتاحت الممرات والبالوعات الوصول للعربات. وكان يتم تشغيل أو تعويم (الري) وصيانة المرج المائي عن طريق حرفي يتمتع بمهارات عالية يُسمى المغرق أو الملاح، الذي كان يُعين من قِبل العديد من المزارعين المتجاورين.
والمصطلحات المستخدمة للمروج المائية اختلفت اختلافًا كبيرًا باختلاف المكان واللهجة.

## استخدامات المروج المائية
لم يهدف ري المروج المائية إلى إغراق الأرض، ولكن للحفاظ على بقائها في حالة رطبة باستمرار - لا تكون هناك مياه راكدة في المرج المائي الذي يكون قيد الاستعمال. ولقد عمل الري في أوائل الربيع على بقاء الصقيع بعيدًا عن الأرض بما أتاح نمو الأعشاب قبل غيرها في حالات الري الأخرى بعدة أسابيع، وفي الصيف الجاف ساعد الري على الحفاظ على نمو الأعشاب. كما سمح للأرض بامتصاص أي مغذيات نباتية أو طمي يحمله النهر - وهذا عمل على تخصيب البستان، وفي نفس الوقت قلل من تتريف مياه النهر عن طريق تلوث المغذيات. وتم استخدام العشب لصناعة التبن والرعي لتربية الماشية (عادة ماشية أو أغنام).

## المروج المائية المهجورة
توجد المروج المائية السابقة على طول الكثير من وديان الأنهار، حيث لا تزال بوابات السدود والقنوات وقمم التلال موجودة (مع ذلك، يجب عدم الخلط بين سلاسل التلال وتضاريس التلال والأخاديد، التي توجد في الأرض الأكثر جفافًا ولها أصل مختلف تمامًا في الزراعة). والمصارف الموجودة في المروج المائية المهجورة عادة ما تكون بها سدود ورطبة، ومعظم قنوات الناقلات تكون جافة مع وجود القنوات الأصغر حجمًا أعلى سلاسل التلال التي تكون عادة غير مرئية. وإذا كانت أي قنوات رئيسية لا تزال متدفقة، فإنها عادة ما تتصل بشكل دائم بالناقلات الجانبية. وقد تكون السدود ذات البوابات مخفية تحت جذور الأشجار (مثل صفصاف الكراك)، والتي نمت من الشتلات التي كانت موجودة في الأبنية التي تم إنشاؤها بالطوب. وغالبًا ما يمنح المزيج المعقد من الأرض الجافة والرطبة المروج المائية المهجورة، لا سيما الأراضي الرطبة المرتفعة، تنوعًا بيولوجيًا.

## كتابات أخرى
Hadrian Cook and Tom Williamson (eds.), Water management in the English landscape: field, marsh and meadow. Edinburgh : Edinburgh University Press, 1999.

## وصلات خارجية
- 1911 Encyclopædia Britannica: Irrigation Includes detailed description of bedwork and catchwork water-meadows.
- Upper Test Valley Description of the upper River Test valley in southern إنجلترا، including description of catchwork water-meadows.
- Harnham Water Meadows Includes animation of water flow.
- Water Meadows: The lush pastures of the river valleys Description, terminology and diagrams of floated water-meadows.
- PhD thesis abstract on watermeadows